# Mauro Picone
Mauro Picone (Lercara Friddi, 2 de maio de 1885 — Roma, 11 de abril de 1977) foi um matemático italiano, fundador do Istituto per le Applicazioni del Calcolo.